# Храм Успения Пресвятой Богородицы (Елец)
 Церковь Успения Пресвятой Богородицы — приходской храм Елецкой епархии Русской православной церкви в городе Ельце.

## История
В 1592 году была построена деревянная Успенская церковь. Упоминание о храме и краткое описание Успенского прихода можно найти во всех известных документах XVII века. В 1646 году: "Да, в городе Ельце, на посаде розовых церквей, были бобы. Церковь Успения Пресвятой Богородицы, которая находится в городе в Пушкарской слободе, за священником за Ортемием Васильевым, двор нищего Азарка Кумантьева … ".
В 1676 году «Успение Пресвятой Богородицы» … возле этой церкви двор священника Митрофана, двор пономарева. Храм высаживает 10 кварталов, сенокос 10 копеек. Рыбалки нет. В волости 14 дворов Пушкарска, 14 дворов Посада. Всего 37 дворов ". В 1678 г .: "А по переписи и исследованиям в городе на Ельце. Православная Успенская церковь. В этой церкви есть дворы митрофана священника, пономаря Лунки Иванова, а на территории церкви есть двор. Нет колхозников и бобов … ".
Строительство церкви было завершено в 1753 году, а 25 января того же года она была освящена под старым названием. По некоторым данным, обряд освящения главного престола Успенской церкви совершил в 1757 году епископ Воронежский и Елецкий Феофилакт (Губанов). В 1793 году в трапезной Успенской церкви был построен боковой алтарь во имя Богоявления.
А в 1815 году, когда была выпущена шнурованная книга для сбора пожертвований на новый Елецкий собор, состоялось закладывание новой Успенской церкви «за Хлебной площадью» на углу Воронежской и Успенской улиц (ныне Маркса и Советской).
Успенский храм разобрали на материал для строительства нового, в 1815 году была сломана колокольня, церковь разобрали в период с 1821 по 1822 год, а трапезная в период с 1823 по 1824 год.
Строился новый каменный храм с 1815 по 1829 год, старанием священника Георгия Ключарёва и купца Григория Назарова.
Строительство первого этажа были закончено в 1823 году и освящены престолы, а 1829 году построили второй этаж.
В период с 1833 по 1841 год была возведена колокольня.
Храм был закрыт в 1930-х гг. и был переведен и использован как складское помещение до 1962 года.
Возвращен Успенский храм РПЦ постановлением главы администрации г. Ельца «О застройке города», № 409 от 09.09.1993 г., и распоряжением Государственного комитета РФ по управлению госимуществом «О передаче памятников истории и культуры Воронежской епархии», № 114/580-р от 09.07. 1997 года.
В 1955 году началось восстановление храма, помощь в восстановлении оказывали ельчане и общины Вознесенского собора, а в 1997 году Церковь Успения Пресвятой Богородицы была передана Русской Православной Церкви.
В настоящее время в рамках федеральной целевой программы «Культура России» ведутся реставрационные работы на памятнике истории культуры федерального значения — церкви Успения Пресвятой Богородицы в городе Елец. Хочется верить, что один из самых великолепных храмов древнего города встретит свое 200-летие в былом великолепии.

## Духовенство
Настоятель храма — Иерей Сергий Сарычев

## Священно- и церковнослужители храма Успения Пресвятой Богородицы

### Священники
- Симеон — уп. 1591—1593
- Васильев Артемий — уп. 1646
- Митрофан — уп. 1676—1678
- Иванов Михаил — уп. 1740
- Степанов Козьма — 1781
- Баженов Иоаким — 1782
- Баженов Василий Акимович — 1783—1788
- Устинов Иаков — 1792
- Родионов Григорий — 1794
- Борисов Алексей Борисович — 1797—1811
- Ключарев Георгий — 1811—1829
- Борисов Константин — 1818—1819
- Ефремов Лука Васильевич — 1830—1832
- Аотарингский Иоанн Сидорович — 1833—1841
- Горохов Георгий Данилович — 1842
- Вознесенский Симеон Борисович — 1853—1854
- Лисицын Николай — 1854—1860
- Васильев Пётр — 1861—1864
- Колпенский Георгий — 1865—1867
- Колпенский Василий Васильевич — 1867—1912
- Говоров Пётр — 1912—1918

Диаконы:
- Петров Андрей — 1784—1796
- Абрамов Иоанн — 1794
- Андреев Пётр — 1807—1854
- Цветов Иоанн — 1854—1860
- Андреевский Павел — 1861—1882
- Говоров Каллистрат Ефимович — 1861—1869
- Третьяков Поликарп Фёдорович — 1871—1872
- Грядихин Иоанн — 1882—1917

Дьячки:
- Фёдоров Яков — 1810—1811
- Автономов Пётр Михайлович — 1815—1829
- Раевский Пётр — 1836
- Воскресенский Дмитрий — 1837—1870
- Говоров Каллистрат Ефимович — 1854
- Пятин Иван — 1854—1860

Пономари:
- Герасимов Иван — 1782—1792
- Афанасьев Кирилл — 1786—1819
- Глаголев Кирилл — 1794
- Воскресенский Михаил — 1823—1842
- Третьяков Егор — 1854—1860
- Воскресенский Павел — 1873—1874[2]